# Bräunliche Segge
Die Bräunliche Segge (Carex brunnescens) ist eine Pflanzenart in der Gattung Seggen (Carex) innerhalb der Familie der Sauergrasgewächse (Cyperaceae). Sie ist auf der Nordhalbkugel weitverbreitet.

## Beschreibung

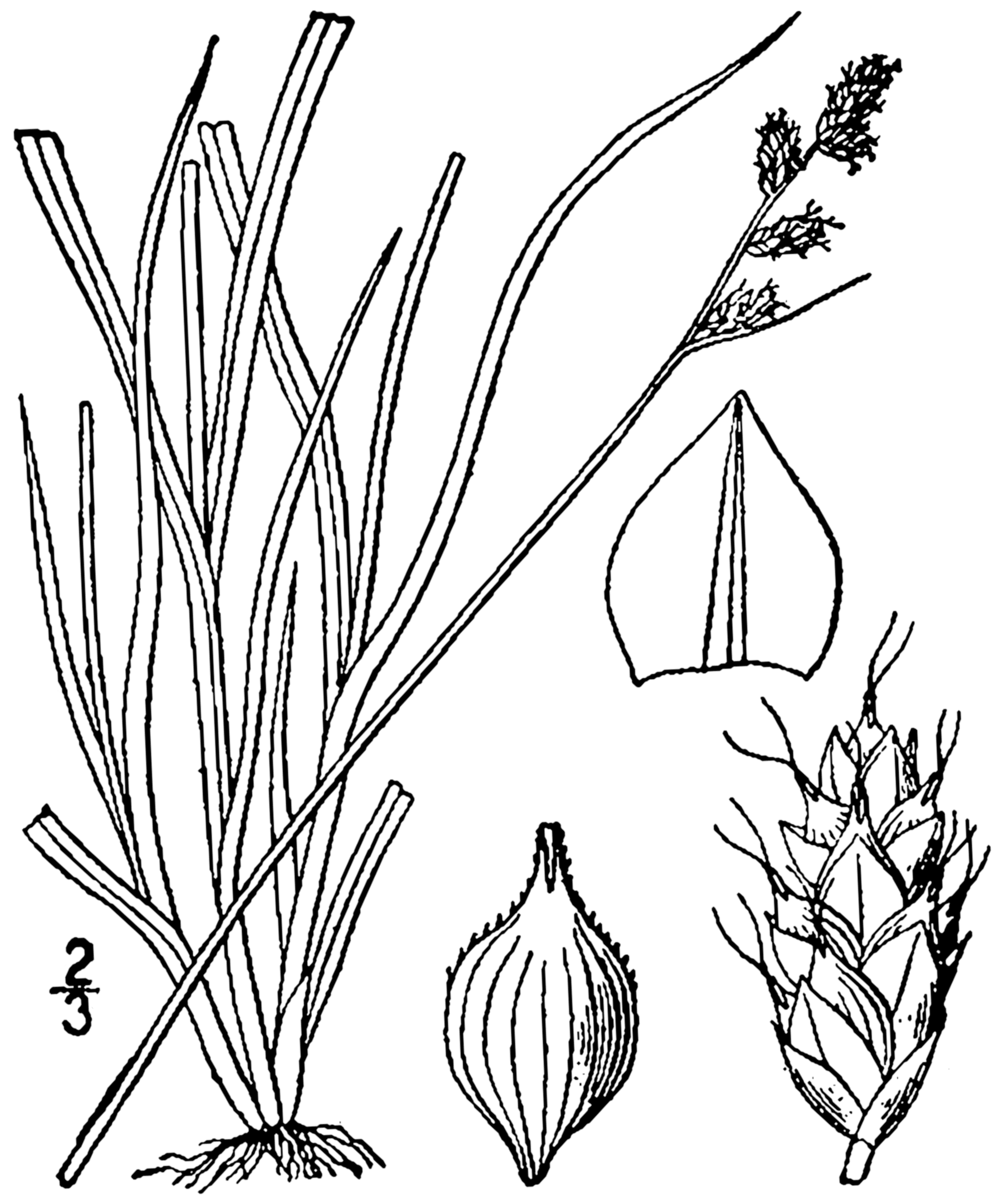
Illustration

### Vegetative Merkmale
Die Bräunliche Segge ist eine ausdauernde krautige Pflanze und erreicht Wuchshöhen von 15 bis 50, selten bis zu 70 Zentimetern. Sie bildet keine Ausläufer und wächst in kleinen, lockeren Horsten. Die oberirdischen, vegetativen Pflanzenteile sind grasgrün.
Die Laubblätter sind 1,5 bis 2 Millimeter breit mit rauem Rand. Die Stängel sind schlank, dünn, scharf dreikantig und im oberen Teil meist rau. Sie sind am Grund von braunen Blattscheiden umgeben.

### Generative Merkmale
Der unterbrochene, gleichährige Blütenstand ist 1 bis 5 Zentimeter lang und enthält meist zu vier bis sechs, selten bis zu zehn Ährchen. Die unteren Ährchen sind voneinander entfernt. Ein Hüllblatt fehlt oder ist kurz laubig. Die zunächst dunkelgrünen, später braunen Ährchen sind 3 bis 5 Millimeter lang und bis 4 Millimeter breit, sind kugelig und enthalten wenige Blüten. Die unteren Blüten sind männlich, daher stehen zur Fruchtreife an der Basis leere Tragblätter. Das Tragblatt ist braun-weiß-hautrandig. Bei weiblichen Blüten sind zwei Narben vorhanden. Die Schläuche sind länglich bis breit eiförmig, 2 bis 3,5 Millimeter lang und 1 bis 2 Millimeter breit und sind gelblich bis grünlich. Sie sind länger als das Tragblatt, am oberen Ende stumpf und kurz geschnäbelt. Der Schnabel ist an der Rückenseite aufgeschlitzt.
Die Nüsschen ist eiförmig bis verkehrt eiförmig und füllt den Innenraum des Schlauchs ganz oder nur teilweise aus.
Die Chromosomenzahl beträgt 2n = 56.

## Vorkommen
Die Bräunliche Segge ist auf der Nordhalbkugel zirkumpolar verbreitet. Sie ist ein meridional-montanes bis arktisch, boreales Florenelement. Sie ist in Nordamerika und in Alaska, im Westen bis zur Ostküste von Labrador, in den Gebirgen bis South Carolina verbreitet. Sie kommt auf Grönland und auf Island vor. Ihr Verbreitungsgebiet erstreckt sich in Europa fast durch ganz Fennoskandinavien bis in den höchsten Norden, nach Süden bis nach ins nördliche Polen, Ostpreußen, Belarus. In Asien ist sie von Sibirien bis Kamtschatka und bis ins nördliche Japan verbreitet. Die Bräunliche Segge kommt in Mitteleuropa beispielsweise in Deutschland, Österreich, der Tschechischen Republik, Schweiz sowie Polen vor. Im südlichen Mitteleuropa kommt sie vor allem in den Alpen vor, ferner sind einzelne Vorkommen bekannt in Zentralfrankreich, im Südschwarzwald, im Alpenvorland, im Erzgebirge und Riesengebirge. In Asien gedeiht sie im Kaukasus und in einigen zentralasiatischen Gebirgen. In den Allgäuer Alpen steigt sie von einer Höhenlage von 1300 Metern bis zu 2080 Metern (am Gipfel des Diedamskopfs in Vorarlberg) auf.
Die Bräunliche Segge wächst in Mitteleuropa in Wäldern, feuchten Wiesen, Niedermooren und Grünerlengebüschen auf stau- bis sickernassen, basenarmen, sandig-tonigen, sauren Humusböden. Sie gedeiht in Pflanzengesellschaften des Verbands Nardion stricti.
Die ökologischen Zeigerwerte nach Landolt et al. 2010 sind in der Schweiz: Feuchtezahl F = 4+w (nass aber mäßig wechselnd), Lichtzahl L = 3 (halbschattig), Reaktionszahl R = 2 (sauer), Temperaturzahl T = 1+ (unter-alpin, supra-subalpin und ober-subalpin), Nährstoffzahl N = 2 (nährstoffarm), Kontinentalitätszahl K = 3 (subozeanisch bis subkontinental).

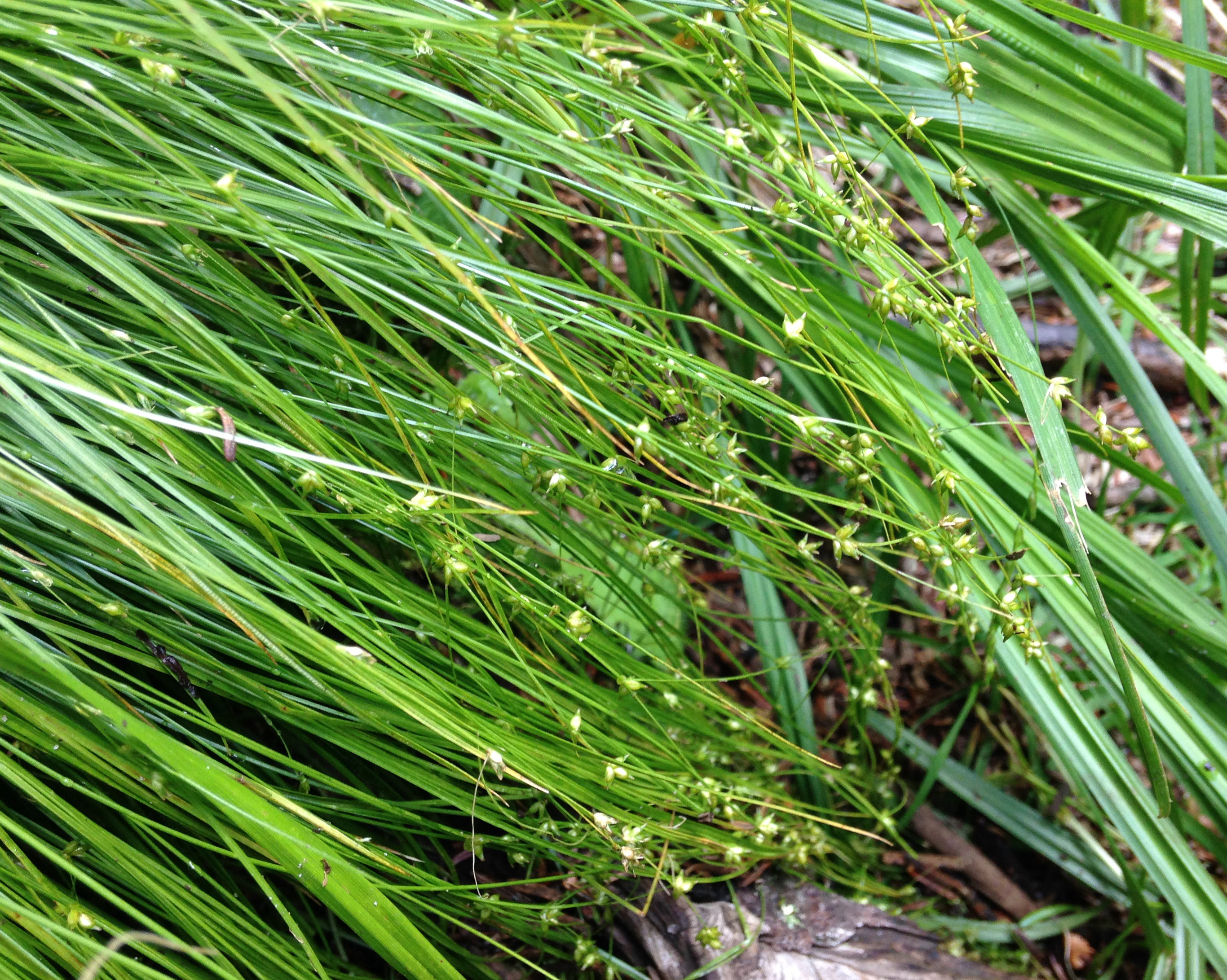
Carex brunnescens subsp. sphaerostachya

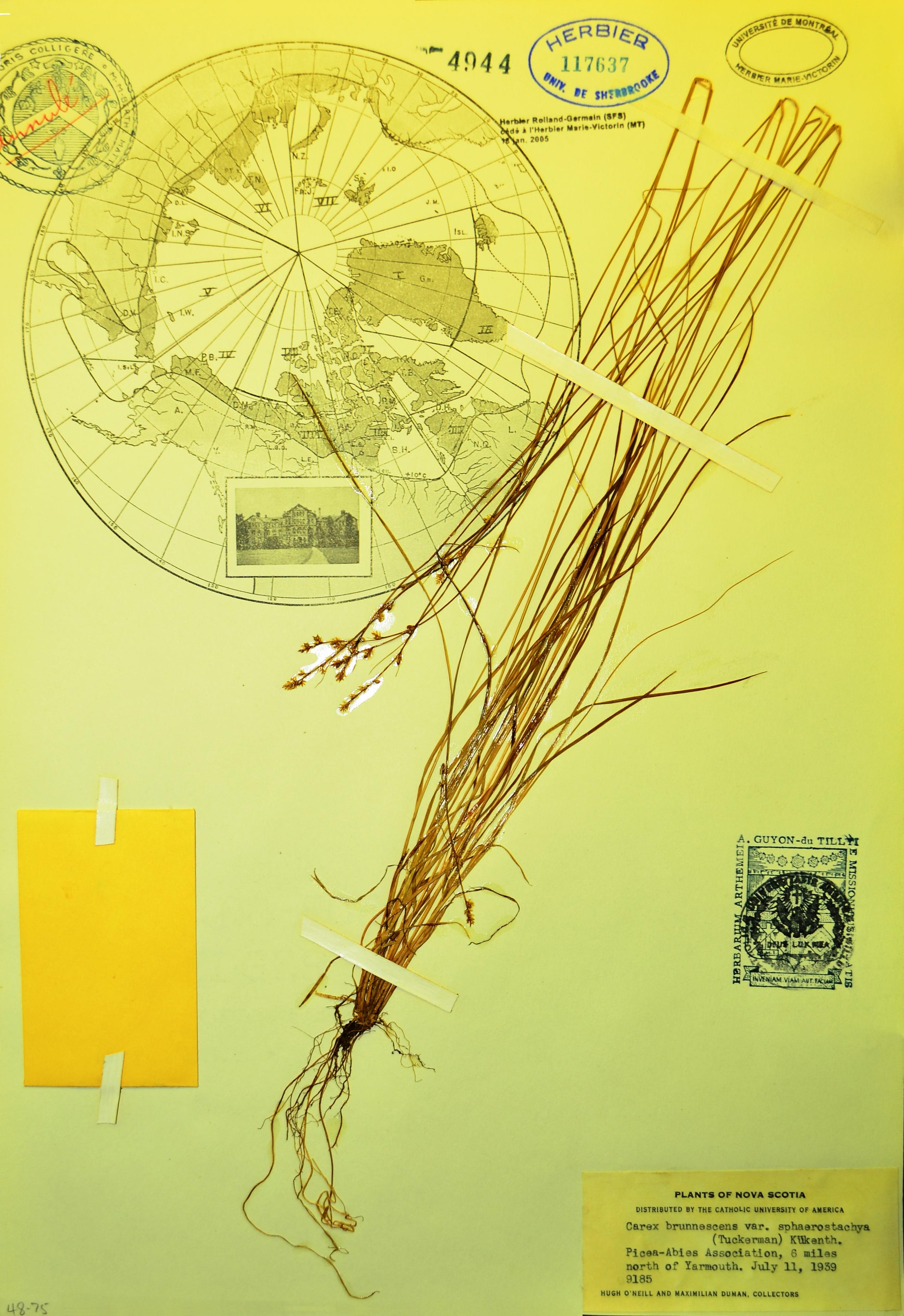
Herbarbeleg von Carex brunnescens subsp. sphaerostachya aus Nova Scotia

## Systematik
Die Erstbeschreibung erfolgte 1807 als Varietät Carex curta var. brunnescens durch Christiaan Hendrik Persoon in Synopsis Plantarum, Band 2, 2, S. 539. Sie wurde von Jean Louis Marie Poiret 1813 als Art Carex brunnescens (Pers.) Poir. in Encyclopédie méthodique. Botanique ... Supplément 3,  S. 286 eingestuft. Weitere Synonyme für Carex brunnescens (Pers.) Poir. sind: Carex persoonii W.D.J.Koch, Carex canescens subsp. brunnescens (Pers.) Asch. & Graebn., Carex canescens var. brunnescens (Pers.) W.D.J.Koch.
Je nach Autor gibt es etwa zwei Unterarten:
- Carex brunnescens (Pers.) Poir. subsp. brunnescens: Sie ist in den gemäßigten Gebieten der Nordhalbkugel weitverbreitet.[6]
- Carex brunnescens subsp. sphaerostachya (Tuck.) Kalela: Sie kommt vom zentralen sowie östlichen Kanada bis in die nördlichen östlichen sowie zentralen Vereinigten Staaten vor.[6]

Für Mitteleuropa werden bei Koltzenburg 2019 zwei Varietäten genannt:
- Gewöhnliche Bräunliche Segge (Carex brunnescens (Pers.) Poir. var. brunnescens): Sie erreicht Wuchshöhen von nur 15 bis 40 Zentimetern.[8] Ihre Schläuche sind 2 bis 2,5 Millimeter lang, stark gewölbt, nur schwach nervig und gelbbraun bis dunkelbraun.[2] Sie gedeiht hauptsächlich in der alpinen Höhenstufe in Höhenlagen von 1000 bis 2500 Metern und kommt in Baden-Württemberg am Feldberg nicht mehr vor.[8]
- Großfrüchtige Bräunliche Segge, auch Flecht-Segge genannt (Carex brunnescens var. vitilis (Fr.) Asch. & Graebn., Syn.: Carex vitilis Fr.; Carex brunnescens subsp. vitilis (Fr.) Kalela): Sie erreicht Wuchshöhen von 30 bis 70 Zentimetern.[8] Ihre Schläuche sind 2,5 bis 3,5 Millimeter lang, nur schwach gewölbt und deutlich nervig, oliv-grün mit violett-braunen Flecken.[2] Dieser Endemit kommt nur noch im Land Salzburg vor und kam früher in Bayern bei Allmannshausen (Berg) vor.[8]